# Codice internazionale per la nomenclatura dei batteri
Il codice internazionale per la nomenclatura dei batteri (acronimo in inglese ICNB) è uno dei Codici di Nomenclatura, che in questo caso governa il nome scientifico dei batteri. Il codice viene pubblicato dal Comitato Internazionale per la Sistematica dei Procarioti (ICSP).  Il "Giorno Ufficiale di Inizio della Nomenclatura"  dell'attuale Codice Internazionale per la Nomenclatura dei Batteri (International Code of Nomenclature of Bacteria) è il 1º gennaio del 1980.
Originariamente il codice trattava di batteri,  fino a quando non furono eliminati al Congresso botanico internazionale del 1975. Un codice anteriore di nomenclatura batteriologica fu approvato nel 4º Congresso internazionale di microbiologia nel 1947, ma venne scartato più tardi.
Contrariamente alla nomenclatura eucariotica, non vi è una classificazione ufficiale dei procarioti. La classificazione più accettata è quella elaborata dall'ufficio editoriale del Manual Bergey della Batteriologia Sistematica (Bergey's Manual of Systematic Bacteriology) come passo preliminare per organizzare il contenuto della pubblicazione. Questa classificazione, conosciuta come "The Taxonomic Outline of Bacteria and Archaea" (TOBA), è disponibile su Internet.